# Buchberg (Meclemburgo-Pomerânia Ocidental)
Buchberg é um município da Alemanha localizado no distrito de Parchim, estado de Meclemburgo-Pomerânia Ocidental.
Pertence ao Amt de Plau am See.